# Tropenpost; beelden uit verre landen
Tropenpost; beelden uit verre landen was een grote filatelistische tentoonstelling van 12 februari tot en met 21 maart 1982 in de centrale lichthal van het Tropenmuseum in Amsterdam.
De tentoonstelling, die tot stand kwam in samenwerking met de Koninklijke Nederlandse Bond van Filatelisten-Verenigingen en de Nederlandse Vereniging voor Thematische Filatelie, toonde vele honderden postzegels uit alle delen van de wereld die afbeeldingen vertoonden, thema's benadrukten of data vermeldden, welke op een of andere manier de interesses en beleidslijnen raakten van het Koninklijk Instituut voor de Tropen, waarvan het Tropenmuseum een onderdeel vormt. Uitgangspunt was daarbij dat postzegels een reportage geven van wat er in een natie en bij een volk leeft, dat ze historische gebeurtenissen en culturele evenementen weergeven, maar vaak ook een propagandistische waarde hebben (door afbeeldingen van staatswapens, landsvlaggen, regeringsgebouwen, zittende presidenten) die de status van het land benadrukken en het moreel van de bevolking opkrikken.
Er waren tien hoofdthema's op de vloer gezet, alle bestaand uit de collecties van particuliere inzenders. De thema's en subthema's varieerden van flora, fauna en cultuurgoed tot voedselgewassen en producten, gezondheidszorg en internationale onderwerpen en gebeurtenissen. Een greep uit de tentoonstelling: tropische gewassen, textiel en textielindustrie, volksmuziekinstrumenten, een culturele reis door Indonesië, lepra, malaria, dekolonisatie, ontwikkelingssamenwerking, vrouwen in Afrika en het Internationaal Jaar van het Kind. Een luchtig onderwerp waren de postzegels met schilderijen van Rembrandt die veelvuldig uitgegeven worden door landen in de tropen die weinig postverkeer hebben en al helemaal niets van doen hebben met Rembrandt van Rijn. Deze series worden voornamelijk uitgegeven ten behoeve van internationale verzamelaars en rechtstreeks verspreid over de wereld.
Vanwege de lichtgevoeligheid van het geëxposeerde materiaal stond de tentoonstelling slechts zes weken op de vloer. De bij de tentoonstelling uitgegeven veelkleurige brochure met plattegrond van de expositieruimte werd samengesteld door J.Ph. de Leeuw, voorzitter van de Nederlandse Vereniging voor Thematische Filatelie, en de verzamelaar A. Smit.